# PKシアター
「PKシアター」は、PLANET KIDS ENTERTAINMENTが運営する、映画監督、舞台演出家、役者、脚本家などから構成されるクリエイターチームである。元は伊藤秀隆が主宰する劇団であった。

## 概要
ロサンゼルスの留学生映画制作チームが1997年に結成した「PLANET KIDS」が2004年に活動拠点を東京に移し「PLANET KIDS ENTERTAINMENT」として、映画、テレビ、CMなどの制作を開始した。2008年より舞台制作に乗り出し、劇団「PKシアター」を結成した。映画監督、舞台演出家、役者、脚本家などから構成されるクリエイターチームのノウハウから脱出ゲームなどの観客参加型エンターテインメントなどのイベントをプロデュースする。
主な参加作品に、フジテレビ「逃走中」「戦闘中」、テレビ朝日「まさかの共通点」、関西テレビ「開拓者」など、桐谷美玲主演の劇場用映画「音楽人」、CM「日産」「パンテーン」、舞台「劇団PKシアター」などがある。

## 主な業務
- 体感型!脱出ゲームの企画・制作[1]
- 企業研修の企画・制作[1]
- 地域活性化への取り組み[1]
- 映像制作、舞台製作などエンターテインメントを通した教育への取り組み[1]
- ゲームと旅行を組み合わせたミステリーツアーの企画・制作[1]